# Levainville
 Levainville  es una población y comuna francesa, en la región de  Centro-Valle de Loira, departamento de Eure y Loir, en el distrito de Chartres y cantón de Auneau.

## Demografía
| 129 | 158 | 172 | 202 | 264 | 292 |
| Para los censos de 1962 a 1999 la población legal corresponde a la población sin duplicidades (Fuente: INSEE [Consultar]) |     |     |     |     |     |